# Filoména
A Filoména görög eredetű női utónév (újgörögül: Φιλομένα), (latinul: Philomena), jelentése: szeretett. Férfi párja Filomén.
 Egyes vélemények szerint a Filoméla alakváltozata.

## Gyakorisága
Szerepelt az 1906. évi állami utónév-jegyzékben.

Az MTA Nyelvtudományi Intézete által anyakönyvezhetőnek minősített név.

Az 1990-es években szórványosan fordult elő, a 2000-es években nem szerepelt a 100 leggyakoribb női név között.

## Névnapok
- augusztus 11.[1]
- november 29.[1][5]

## Híres Filoménák
- a Martyrologium Romanum 1913. évi hivatalos kiadásában Filoména utónévvel egy női szent szerepel július 5-én: "Apud Septempedanos, in Piceno, sanctae Philomenae Virginis."
- Római Szent Filoména - ő, a szentté nyilvánítása (1837) után sose szerepelt a Martyrologium Romanum hivatalos kiadásaiban, mert a reá vonatkozó Authenticum irat kiállításakor (1805) tiszteletét magánáhítatra korlátozták. Ez nem azt jelenti, hogy tilos őt (és hitvalló vértanúságát) tisztelni, hanem szabad: de elsősorban a jámbor társulatoknak.
- Publius Terentius Afer (Kr.e. 185 körül - Kr. e. 159) vígjátékírónak az Andria (Az androszi leány) című, és a Hecyra (Az anyós) című művében is van Philumena elnevezéssel női szereplő. Publius vígjátékai 1895-ben jelentek meg magyar nyelven (ford. Kis Sándor; MTA, Budapest).
- Giovanni Boccaccio: Dekameron című művében Filoména
- Carnevale Filomena (1929 - 1959) olasz, stigmatizált[6]
- Filomena Cautela portugál színésznő, műsorvezető